# 大阪市電30系統
大阪市電30号系統は、かつて大阪市交通局が経営していた大阪市営電気鉄道（大阪市電）の運転系統（1959年（昭和34年）当時）。

## 概要
芦原橋～福島西通間の路線は、大阪市電気局（現在の大阪市交通局）によって敷設された路線であるが、三宝車庫～芦原橋間の路線は、1944年（昭和19年）4月1日に阪堺電鉄によって敷設された路線を大阪市営化した路線である。
- 所属車庫：三宝車庫
- 色別：■

## 駅一覧
| 路 線 名         | 駅名               | 接続系統 | 接続路線                   | 道路名                 | 所在地 | 所在地 | 所在地 |
| ---------------- | ------------------ | --- | -------------------------- | ---------------------- | ------ | ------ | ------ |
| 阪堺線           | 三宝車庫前駅       | 出島方面 29系統 出島 行 |                            | 大阪府道29号大阪臨海線 | 大阪府 | 堺市   | 堺市   |
| 阪堺線           | 浅香山通駅         | |                            | 大阪府道29号大阪臨海線 | 大阪府 | 堺市   | 堺市   |
| 阪堺線           | 松屋駅             | |                            | 大阪府道29号大阪臨海線 | 大阪府 | 堺市   | 堺市   |
| 阪堺線           | 南加賀屋町駅       | |                            | 新なにわ筋             | 大阪府 | 大阪市 | 住吉区 |
| 阪堺線           | 住の江公園前駅     | |                            | 新なにわ筋             | 大阪府 | 大阪市 | 住吉区 |
| 阪堺線           | 住吉川駅           | |                            | 新なにわ筋             | 大阪府 | 大阪市 | 住吉区 |
| 阪堺線           | 北加賀屋町駅       | |                            | 新なにわ筋             | 大阪府 | 大阪市 | 住吉区 |
| 阪堺線           | 南津守駅           | |                            | 新なにわ筋             | 大阪府 | 大阪市 | 西成区 |
| 阪堺線           | 宝橋通駅           | |                            | 新なにわ筋             | 大阪府 | 大阪市 | 西成区 |
| 阪堺線           | 津守神社前駅       | |                            | 新なにわ筋             | 大阪府 | 大阪市 | 西成区 |
| 阪堺線           | 鶴見橋通駅         | |                            | 新なにわ筋             | 大阪府 | 大阪市 | 西成区 |
| 阪堺線           | 北津守駅           | |                            | 新なにわ筋             | 大阪府 | 大阪市 | 西成区 |
| 阪堺線           | 栄町駅             | |                            | 新なにわ筋             | 大阪府 | 大阪市 | 浪速区 |
| 西道頓堀天王寺線 | 芦原橋駅           | 大国町方面 7系統 百済 行 | 大阪市電：西道頓堀天王寺線 | あみだ池筋             | 大阪府 | 大阪市 | 浪速区 |
| 西道頓堀天王寺線 | 立葉町駅           | |                            | あみだ池筋             | 大阪府 | 大阪市 | 浪速区 |
| 西道頓堀天王寺線 | 赤手拭稲荷前駅     | |                            | あみだ池筋             | 大阪府 | 大阪市 | 浪速区 |
| 桜川中之島線     | 桜川二丁目駅       | 大正橋方面 5系統 玉船橋 行 24系統 大阪港 行 27系統 鶴町四丁目 行 湊町駅前方面 5系統 今里 行 24系統 今里 行 27系統 上本町六丁目 行 31系統 上本町六丁目行 | 大阪市電：九条高津線       | あみだ池筋             | 大阪府 | 大阪市 | 浪速区 |
| 桜川中之島線     | あみだ池駅         | |                            | あみだ池筋             | 大阪府 | 大阪市 | 西区   |
| 桜川中之島線     | 白髪橋駅           | 四ツ橋方面 8系統 阿部野橋 行 9系統 今里 行 松島町一丁目方面 8系統 本田一丁目 行 9系統 玉船橋 行                                                         |                            | あみだ池筋             | 大阪府 | 大阪市 | 西区   |
| 桜川中之島線     | 西立売堀駅         | |                            | あみだ池筋             | 大阪府 | 大阪市 | 西区   |
| 桜川中之島線     | 岡崎橋駅           | 信濃橋方面 18系統 玉造 行 系統 緑橋 行 川口町方面 18系統 野田阪神前 行 系統 野田阪神前 行                                                               |                            | あみだ池筋             | 大阪府 | 大阪市 | 西区   |
| 桜川中之島線     | 京町堀通四丁目駅   | |                            | あみだ池筋             | 大阪府 | 大阪市 | 西区   |
| 桜川中之島線     | 江戸堀北通四丁目駅 | 肥後橋方面 12系統 大宮町 行 22系統 都島車庫前 行 23系統 都島車庫前行 川口町方面 12系統 川口町 行 22系統 大阪港 行 23系統 大阪港行                       |                            | あみだ池筋             | 大阪府 | 大阪市 | 北区   |
| 堂島大橋線       | 堂島大橋駅         | |                            | あみだ池筋             | 大阪府 | 大阪市 | 福島区 |
| 堂島大橋線       | 堂島大橋北詰駅     | |                            | あみだ池筋             | 大阪府 | 大阪市 | 福島区 |
| 堂島大橋線       | 福島西通駅         | 桜橋方面 13系統 都島車庫前 行 16系統 今福 行 17系統 天満橋 行 玉川四丁目方面 16系統 桜島駅前 行 17系統 春日出車庫前 行                                  |                            | あみだ池筋             | 大阪府 | 大阪市 | 福島区 |

※接続系統は、主要駅のみ掲示。接続系統は、並行系統を除く系統。